# Altmarks voetbalkampioenschap 1927/28
In 1927/28 werd het twaalfde Altmarks voetbalkampioenschap gespeeld, dat georganiseerd werd door de Midden-Duitse voetbalbond. 
FC Saxonia Tangermünde werd kampioen en plaatste zich voor de Midden-Duitse eindronde. De club verloor van Cricket-Viktoria Magdeburg.

## Gauliga
| Plaats | Club                        | Wed. | W  | G | V  | Saldo  | Ptn.  |
| ------ | --------------------------- | ---- | -- | - | -- | ------ | ----- |
| 1.     | FC Saxonia 1907 Tangermünde | 18   | 16 | 2 | 0  | 111:19 | 34:2  |
| 2.     | FC Viktoria 1909 Stendal    | 18   | 14 | 3 | 1  | 94:26  | 31:5  |
| 3.     | SC Herta Wittenberge        | 18   | 10 | 1 | 7  | 77:39  | 21:15 |
| 4.     | SuS Stendal                 | 18   | 8  | 3 | 7  | 50:46  | 19:17 |
| 5.     | FC Siegfried Wahrburg       | 18   | 9  | 1 | 8  | 43:46  | 19:17 |
| 6.     | SV 1888 Wittenberge         | 18   | 8  | 0 | 10 | 43:52  | 16:20 |
| 7.     | VfL Gardelegen              | 18   | 7  | 2 | 9  | 50:70  | 16:20 |
| 8.     | FC Minerva 1909 Wittenberge | 18   | 3  | 3 | 12 | 36:84  | 9:27  |
| 9.     | FV Fortuna Tangermünde      | 18   | 4  | 1 | 13 | 31:91  | 9:27  |
| 10.    | SpV Eichstedt-Goldbeck      | 18   | 2  | 2 | 14 | 31:93  | 6:30  |

|  | Kampioen, geplaatst voor Midden-Duitse eindronde |